# Kaspar Zimmermann
Kaspar Zimmermann fue un deportista suizo que compitió en remo. Ganó dos medallas en el Campeonato Europeo de Remo, oro en 1926 y plata en 1927.

## Palmarés internacional
| Campeonato Europeo | Campeonato Europeo | Campeonato Europeo | Campeonato Europeo |
| Año                | Lugar              | Medalla            | Prueba             |
| ------------------ | ------------------ | ------------------ | ------------------ |
| 1926               | Lucerna (Suiza)    | Medalla de oro     | Cuatro sin timonel |
| 1927               | Como (Italia)      | Medalla de plata   | Ocho con timonel   |